# José Frejat
José Frejat (Cururupu, 24 de março de 1924) é um advogado e político brasileiro filiado a Rede Sustentabilidade (REDE).

## Movimento estudantil
Filho de João Frejat e Adélia Frejat. Aluno do Colégio Pedro II ingressou na Universidade Federal do Rio de Janeiro e foi por duas vezes presidente do Centro Acadêmico Cândido de Oliveira e com a renúncia de Rogê Ferreira à presidência da União Nacional dos Estudantes em abril de 1950 assumiu o posto por três meses e foi eleito presidente do Diretório Central dos Estudantes da Universidade Federal do Rio de Janeiro na qual se graduou um ano depois chegando a trabalhar na Fundação Getulio Vargas.

## Carreira política
Filiado ao Partido Socialista Brasileiro (PSB) foi eleito suplente de vereador do então Distrito Federal em 1958 e de deputado estadual do então estado da Guanabara em 1960 e 1962 assumindo nesse intervalo a assessoria parlamentar e depois a chefia de gabinete do Ministério de Minas e Energia nas gestões Gabriel Passos e João Mangabeira e a seguir foi assessor da Eletrobras, cargo do qual foi afastado pelo Regime Militar de 1964 ao qual fez oposição via Movimento Democrático Brasileiro (MDB) pelo qual foi suplente de deputado federal pelo estado da Guanabara em 1966 assumindo nos anos seguintes o cargo de procurador da Fazenda Nacional.
Eleito vereador do município do Rio de Janeiro em 1976 e deputado federal em 1978 optou pelo Partido Democrático Trabalhista (PDT) após o fim do bipartidarismo sendo reeleito em 1982 e nessa legislatura votou a favor da Emenda Dante de Oliveira em 1984 e em Tancredo Neves no Colégio Eleitoral em 1985. Candidato a senador ao lado de Marcelo Alencar em 1986, foi derrotado junto com seu companheiro de chapa.
Em 2018, candidatou-se pelo partido Rede Sustentabilidade (REDE) para o cargo de deputado estadual pelo Rio de Janeiro. Porém, sua candidatura foi considerada inapta pelo TSE. 
Pai do cantor e compositor Roberto Frejat, parceiro de Cazuza e fundador do Barão Vermelho, e também irmão do médico piauiense Jofran Frejat, deputado federal pelo Distrito Federal por cinco mandatos.